# Dickasonia
Dickasonia là một chi thực vật có hoa trong họ Orchidaceae.